# 六甲基二硅氮烷
双(三甲基硅基)胺（又称六甲基二硅氮烷、六甲基二矽胺、六甲基二硅胺烷或HMDS(Hexamethyldisilazane)），分子式[(CH3)3Si]2NH。该物质是氨中两个氢原子被三甲基硅基取代的衍生物。六甲基二硅氮烷是一种无色液体，也是一种广泛应用于有机合成和有机金属化学反应重要试剂和主要成分。

## 制备和反应
六甲基二硅氮烷可由三甲基一氯硅烷与氨气反应制得:
2 (CH3)3SiCl + 3 NH3 → [(CH3)3Si]2NH + 2 NH4Cl
由于六甲基二硅氮烷会在潮湿空气中缓慢水解, 该反应通常应用真空技术进行.
六甲基二硅氮烷的碱金属化合物可由六甲基二硅氮烷去质子化制得. 例如六甲基二硅氮基锂(LiHMDS)可由六甲基二硅氮烷与丁基锂反应制取:
[(CH3)3Si]2NH + BuLi → [(CH3)3Si]2NLi + C4H10
六甲基二硅氮基钠(NaHMDS)、六甲基二硅氮基钾(KHMDS)和六甲基二硅氮基锂(LiHMDS)均為非亲核碱，是沒有親核性的鹼。

## 反应
六甲基二硅氮烷的一个用处是作为杂环化合物缩合反应的催化剂, 例如应用于黄嘌呤衍生物的微波合成反应中:

## 其他应用
在微影技术中, 六甲基二硅氮烷常被用作增加光阻劑表面附着能力的增粘剂。六甲基二硅氮烷在氣態時用在加熱過的基板上會得到最好的效果。
在电子显微镜, 六甲基二硅氮烷可以作为样品制备过程中的临界点干燥的干燥剂。
在裂解—氣液色譜—質譜，六甲基二硅氮烷在裂解時會被加到分析物裡以產生矽烷化分析產物（sylilated diagnostic products）並以極性官能團加強化合物的偵測性。